# گون گارچی
گون گارچی (انگلیسی: Gwen Garci؛ زاده ۷ مه ۱۹۸۱) یک بازیگر زن اهل فیلیپین است.